# Associazione Calcio Cesena 1997-1998
Questa pagina raccoglie le informazioni riguardanti l'Associazione Calcio Cesena nelle competizioni ufficiali della stagione 1997-1998.

## Stagione
Nella stagione 1997-98 il Cesena ha vinto il girone A della Serie C1 con 67 punti in classifica, è stata così promossa in Serie B assieme alla Cremonese che ha vinto i play off. In Coppa Italia di Serie C perde la doppia finale disputata contro l'Alzano Virescit: sconfitta (1-0) in trasferta e vincente (3-2) in casa. Stagione da incorniciare in bacheca per i bianconeri di Corrado Benedetti, per il ritorno in Serie B al termine di un campionato dominato, e anche per avere sfiorato la Coppa Italia di Serie C essendo arrivato alla finale, persa, ma in bilico fino all'ultimo respiro. La festa per la promozione in Serie B è giunta il 10 maggio a Lumezzane (1-1) alla penultima giornata del torneo. Due cesenati in doppia cifra in fatto di goal, Massimo Agostini con 19 reti e Gianni Comandini con 12 centri. La cavalcata straordinaria di questa stagione cesenate vale per il tecnico Corrado Benedetti il "Seminatore d'Argento" e per il presidente Edmeo Lugaresi il "Guerin d'Oro" quale miglior presidente della C1 per il 1998.

## Rosa
| N. |                   | Ruolo | Calciatore          |
| -- | ----------------- | ----- | ------------------- |
|    | Italia (bandiera) | A     | Massimo Agostini    |
|    | Italia (bandiera) | D     | Fabrizio Albonetti  |
|    | Italia (bandiera) | A     | Alessandro Bianchi  |
|    | Italia (bandiera) | P     | Alex Calderoni      |
|    | Italia (bandiera) | A     | Emanuele Chiaretti  |
|    | Italia (bandiera) | A     | Gianni Comandini    |
|    | Italia (bandiera) | C     | Andrea Del Bianco   |
|    | Italia (bandiera) | C     | Massimo Gadda       |
|    | Italia (bandiera) | C     | Gianluca Gaudenzi   |
|    | Italia (bandiera) | C     | Massimiliano Longhi |

| N. |                   | Ruolo | Calciatore            |
| -- | ----------------- | ----- | --------------------- |
|    | Italia (bandiera) | D     | Alberto Mantelli      |
|    | Italia (bandiera) | A     | Cristiano Masitto     |
|    | Italia (bandiera) | D     | Gianfranco Parlato    |
|    | Italia (bandiera) | D     | Claudio Rivalta       |
|    | Italia (bandiera) | C     | Emiliano Salvetti     |
|    | Italia (bandiera) | P     | Cristiano Scalabrelli |
|    | Italia (bandiera) | C     | Alessandro Serra      |
|    | Italia (bandiera) | C     | Matteo Superbi        |
|    | Italia (bandiera) | D     | Juri Tamburini        |
|    | Italia (bandiera) | C     | Alessandro Teodorani  |

## Risultati

### Campionato

#### Girone di andata
| Arbitro: | Bertini (Arezzo) |

|               |           |  |
| Comandini 56’ | Marcatori |  |

| Arbitro: | Manganelli (Milano) |

|  |           |             |
|  | Marcatori | 7’ Agostini |

| Arbitro: | Urbano (Carbonia) |

|               |           |  |
| Comandini 45’ | Marcatori |  |

| Siena 21 settembre 1997 4ª giornata | Siena             | 0 – 0 | Cesena | Stadio Artemio Franchi\| Arbitro: \| Pirrone (Messina) \| |
| Arbitro:                            | Pirrone (Messina) |       |        |                                                           |

| Arbitro: | Strocchia (Nola) |

|  |           |                     |
|  | Marcatori | 88’ (aut.) Nincheri |

| Cesena 5 ottobre 1997 6ª giornata | Cesena                | 0 – 0 | Alzano Virescit | Stadio Dino Manuzzi\| Arbitro: \| N. Ayroldi (Molfetta) \| |
| Arbitro:                          | N. Ayroldi (Molfetta) |       |                 |                                                            |

| Arbitro: | Cossero (Udine) |

|  |           |                        |
|  | Marcatori | 36’ Gadda 58’ Salvetti |

| Arbitro: | Soffritti (Ferrara) |

|                          |           |                    |
| Agostini 64’, 72’ (rig.) | Marcatori | 45’ (rig.) E. Sala |

| Arbitro: | Castellani (Verona) |

|                    |           |  |
| Bonazzi 82’ (rig.) | Marcatori |  |

| Arbitro: | Pascariello (Lecce) |

|                                                    |           |  |
| Salvetti 49’ Agostini 60’ Masitto 64’ A. Serra 88’ | Marcatori |  |

| Prato 16 novembre 1997 11ª giornata | Prato                     | 0 – 0 | Cesena | Stadio Lungobisenzio\| Arbitro: \| Sciamanna (Ascoli Piceno) \| |
| Arbitro:                            | Sciamanna (Ascoli Piceno) |       |        |                                                                 |

| Arbitro: | Manari (Teramo) |

|             |           |               |
| Rivalta 41’ | Marcatori | 30’ Mirabelli |

| Arbitro: | Fausti (Milano) |

|  |           |                           |
|  | Marcatori | 26’ A. Serra 75’ Agostini |

| Arbitro: | Alvino (Salerno) |

|                                 |           |              |
| Agostini 77’ (rig.) Masitto 85’ | Marcatori | 26’ Pierotti |

| Arbitro: | Pirrone (Messina) |

|                         |           |  |
| Cecconi 52’ Pelatti 65’ | Marcatori |  |

| Arbitro: | Tullio (Avezzano) |

|                                      |           |  |
| Longhi 27’ Agostini 47’ A. Serra 53’ | Marcatori |  |

| Arbitro: | N. Ayroldi (Molfetta) |

|           |           |                                                |
| Ungari 4’ | Marcatori | 6’ (rig.) Agostini 62’ Mantelli 66’ G. Parlato |

#### Girone di ritorno
| Arbitro: | Lion (Padova) |

|                        |           |                     |
| Putelli 17’ Grabbi 37’ | Marcatori | 78’ (rig.) Agostini |

| Arbitro: | Pieri (Genova) |

|                        |           |             |
| Longhi 63’ Rivalta 77’ | Marcatori | 61’ Di Muri |

| Arbitro: | Pascariello (Lecce) |

|             |           |                    |
| Fantini 53’ | Marcatori | 37’ (aut.) Orocini |

| Arbitro: | Sciamanna (Ascoli Piceno) |

|                     |           |                                 |
| Agostini 60’, 90+4’ | Marcatori | 51’ Di Donato 89’ (aut.) Longhi |

| Arbitro: | Calcagno (Nichelino) |

|            |           |               |
| Masitto 1’ | Marcatori | 41’ Maranzano |

| Arbitro: | Gabriele (Frosinone) |

|                |           |                                 |
| G. Ferrari 38’ | Marcatori | 13’ Masitto 50’ (rig.) Agostini |

| Arbitro: | S. Ayroldi (Salerno) |

|              |           |  |
| Salvetti 85’ | Marcatori |  |

| Arbitro: | Zaltron (Bassano del Grappa) |

|              |           |              |
| Bernardi 31’ | Marcatori | 62’ Agostini |

| Arbitro: | Battaglia (Messina) |

|               |           |  |
| Comandini 78’ | Marcatori |  |

| Livorno 22 marzo 1998 27ª giornata | Livorno        | 0 – 0 | Cesena | Stadio Armando Picchi\| Arbitro: \| Borelli (Roma) \| |
| Arbitro:                           | Borelli (Roma) |       |        |                                                       |

| Arbitro: | Palmieri (Cosenza) |

|                                     |           |  |
| Longhi 51’ A. Serra 73’ Masitto 76’ | Marcatori |  |

| Arbitro: | Urbano (Carbonia) |

|              |           |               |
| Manfredi 79’ | Marcatori | 41’ Comandini |

| Arbitro: | Pieri (Genova) |

|                        |           |                  |
| Agostini 45’, 50’, 84’ | Marcatori | , 53’ S. Inzaghi |

| Pistoia 26 aprile 1998 31ª giornata | Pistoiese        | 0 – 0 | Cesena | Stadio Comunale di Pistoia\| Arbitro: \| Strocchia (Nola) \| |
| Arbitro:                            | Strocchia (Nola) |       |        |                                                              |

| Arbitro: | Gabriele (frosinone) |

|                                                                |           |               |
| Bianchi 14’ Comandini 19’ Agostini 45+1’ Gadda 67’ Masitto 87’ | Marcatori | 33’ Vignaroli |

| Arbitro: | Ciulli (Roma) |

|           |           |              |
| Taldo 12’ | Marcatori | 17’ Agostini |

| Arbitro: | Ambrosino (Torre del Greco) |

|               |           |           |
| Comandini 28’ | Marcatori | 41’ Bravo |

### Coppa Italia

#### Primo turno
| Cesena 16 agosto 1997 Andata | Cesena             | 0 – 0 | Lecce | Stadio Dino Manuzzi\| Arbitro: \| Preschern (Mestre) \| |
| Arbitro:                     | Preschern (Mestre) |       |       |                                                         |

| Arbitro: | Dagnello (Trieste) |

|                 |           |  |
| Piangerelli 65’ | Marcatori |  |

### Coppa Italia di Serie C
| Arbitro: | Verrucci (Fermo) |

|                                              |           |                                     |
| Pompini 82’ (rig.), 86’ Ferraresi 84’ (aut.) | Marcatori | 33’ (aut.) Sansonetti 64’ Comandini |

| Arbitro: | Ingenito (Nocera Inferiore) |

|              |           |  |
| Agostini 76’ | Marcatori |  |

| Arbitro: | Ferlito (Prato) |

|  |           |               |
|  | Marcatori | 60’ Chiaretti |

| Arbitro: | Maselli (Lucca) |

|                            |           |  |
| Comandini 61’ Salvetti 85’ | Marcatori |  |

| Arbitro: | Ciccoianni (Ascoli Piceno) |

|  |           |           |
|  | Marcatori | 54’ Nordi |

| Arbitro: | D'Agostini (Frosinone) |

|  |           |                   |
|  | Marcatori | 32’, 78’ Salvetti |

| Arbitro: | Baglioni (Prato) |

|                               |           |  |
| Gragnaniello 3’ Comandini 45’ | Marcatori |  |

| Arbitro: | S. Ayroldi (Salerno) |

|  |           |               |
|  | Marcatori | 15’ Comandini |

| Arbitro: | N. Ayroldi (Molfetta) |

|                       |           |  |
| G. Ferrari 49’ (rig.) | Marcatori |  |

| Arbitro: | Cossero (Udine) |

|                                       |           |                         |
| Comandini 10’ (rig.), 79’ Rivalta 35’ | Marcatori | 2’ Madonna 29’ Romualdi |